# Urotheca myersi
Urotheca myersi là một loài rắn trong họ Rắn nước. Loài này được Savage & Lahanas mô tả khoa học đầu tiên năm 1989.